# ゴールド・ディガース (1933年の映画)

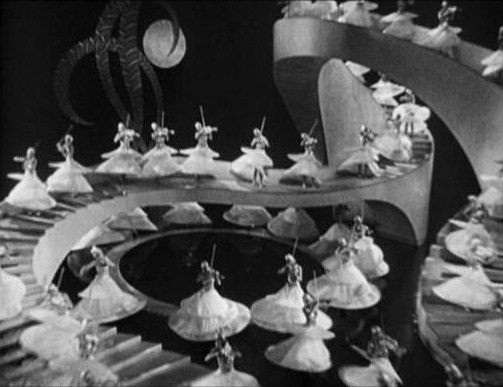
『Waltz of the Shadows』のシーン

『ゴールド・ディガース』（Gold Diggers of 1933）は、プレコード期の1933年に公開されたアメリカ合衆国のミュージカル映画。監督はマーヴィン・ルロイ、ミュージカル場面の演出はバスビー・バークレー、作曲ハリー・ウォーレン、作詞アル・ダビン。出演はウォーレン・ウィリアム、ジョーン・ブロンデル、アリーン・マクマホン、ルビー・キーラー、ディック・パウエル、ガイ・キビー、ネッド・スパークス、ジンジャー・ロジャース。
原作は1919年から1920年にかけて282回上演されたエイヴァリー・ホップウッド作の舞台『ゴールド・ディガース』。過去に2度映画化され（1923年の『百花笑えば』と1929年の『ブロードウェイ黄金時代』）、1929年版はその年最高の収益をあげ、本作もまた大ヒットした。脚本はアーウィン・ゲルシーとジェームズ・シーモア。追加の台詞はベン・マークソンとデイビット・ベーム。
2003年、アメリカ議会図書館は「文化的、歴史的、審美的に重要」としてアメリカ国立フィルム登録簿に保存した。
タイトルのゴールド・ディガース（Gold Digges）とは「男をたらし込んで金を搾り取る女」という意味だが、ヒロインたちのグループ名でもある。

## ストーリー
ゴールド・ディガーズたちがミュージカルの練習をしているところに、債権者たちがやってきて公演の中止を言い渡す。
ゴールド・ディガーズのメンバー、純情娘役担当のポリイ、失恋ソング担当のキャロル、お笑い担当のトリキシイの3人は共同でアパートを借りていた。（もう1人のメンバー、お色気担当のフェイは別のところに住んでいる）仕事がなくなって起きるのも億劫。朝食を済ませた後、向かいのアパートから美しい歌が聞こえてくる。ピアノを弾き語りしているのは作曲家の卵ブラッド。
ブラッドのことが好きなポリイは、彼をプロデューサーのホプキンスに引き合わせる。ホプキンスはブラッドの曲を気にいるが、公演を再開するには資金がいる。するとブラッドがその資金を用立てると言い出す。
ブラッドはどこからか15000ドルの現金を調達してきた。銀行強盗でもしたのかと訝しがるポリイたち。
公演初日、主役のポリイの相手役が腰痛で出られなくなる。急遽、作曲者のブラッドが代役に立ち、ポリイと息のあったデュエットをみせる。公演は無事成功する。
翌日の新聞を見てポリイたちは驚く。実はブラッドは億万長者の息子だったのだ。
ブラッドの兄のローレンスは弟がショウガールに誘惑されていると思い込み、老弁護士のピーボディを伴ってポリイたちのアパートに赴く。ポリイは不在で、キャロルとトリキシイが相手をする。ローレンスはキャロルをポリイと間違え、金で解決しようとする。
酒を交え会話しているうちにローレンスは酔い潰れてしまう。トリキシイが寝ているローレンスをキャロルのベッドに運び、服を脱がせる。翌朝、目が覚めたローレンスはびっくりし、口止め料として1万ドルの小切手を切ってトリキシイに渡す。
ローレンスは新聞で弟とポリイが結婚したことを知る。さらにピーボディもいつのまにかトリキシイと婚約していた。ローレンスはアパートに抗議に行く。そこで自分が渡した小切手が現金化されず額縁の中に飾られているのを見て、キャロルたちショウガールが金目当てでなかったことを知る。ローレンスとキャロルは結ばれ、ゴールド・ディガーズの3人全員が玉の輿に乗った。

## キャスト
- ローレンス：ウォーレン・ウィリアム（英語版）
- キャロル：ジョーン・ブロンデル
- トリキシイ：アリーン・マクマホン（英語版）
- ポリイ：ルビー・キーラー（英語版）
- ブラッド：ディック・パウエル
- ピーボディ：ガイ・キビー（英語版）
- ホプキンス：ネッド・スパークス（英語版）
- フェイ：ジンジャー・ロジャース
- 歌（『Remember My Forgotten Man』のシーン）エタ・モートン・バーネット ※クレジットなし
- 赤ちゃん（『Pettin' in the Park』のシーン）：ビリー・バーティ ※クレジットなし

他に、性格俳優のスターリング・ホロウェイ、ホバート・キャバノーが端役で出演。振り付けのバスビー・バークレーは『Remember My Forgotten Man』前の呼び出し係役。さらに、ロバート・アグニュー、ジョーン・バークレイ、フェルディナンド・ゴットシャルク、アン・ホヴェイ、フレッド・ケルシー、チャールズ・レイン、ウォーレス・マクドナルド、ウィルバー・マック、デニス・オキーフ、フレッド・トゥーンズ、ドロシー・ウェルマン、ジェーン・ワイマン、リン・ブロウニング、タマニー・ヤングが出演している。

## 制作
元々のタイトルは『High Life』で、ウォーレン・ウィリアムの役にはジョージ・ブレントが予定されていた。
初期稿はストーリーの官能的な部分に焦点を当てていたが、徐々にショーの舞台裏のシーンが増えていった。『四十二番街』のﾋｯﾄもあり、スタジオはミュージカルにすることに決定。
撮影はバーバンクのワーナー・ブラザース・スタジオ。製作費は推定433,000ドル。1933年5月27日に一般公開。

## 興行収入
その年の興行成績2位タイ。ワーナー・ブラザーズによると、アメリカ国内で2,202,000ドル、海外で1,029,000ドルの収益をあげた。1,602,530ドルの利益。

## 評価
ネイサン・レヴィンソンがアカデミー録音賞にノミネート。

## 楽曲

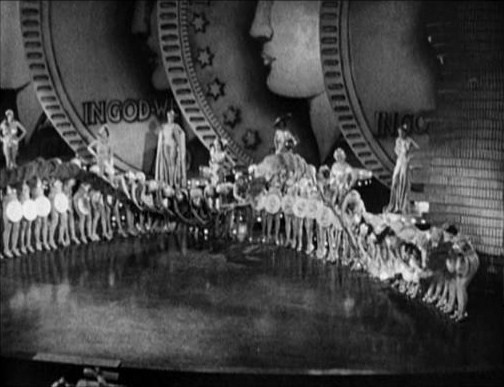
『We're in the Money』のシーン

### We're in the Money
歌うのはジンジャー・ロジャース。一部ピッグ・ラテンで歌われる。撮影中、ロジャーズが歌ってるのを聞いてバークレーが採用。衣装は巨大なコインで飾られている。

### Pettin' in the Park
ルビー・キーラーとディック・パウエルのデュエット。キーラーのタップダンスと、ビリー・バーティ扮する赤ちゃんのアクションが見もの。曲の途中で女性たちが着替えるシーンでは幕の向こうからライトを当ててシルエットに。幕が上がると女性たちは金属製の服を着ていて、ディック・パウエルは缶切りで服を開けようとする。当初の予定ではエンディングに使われるはずだった。

### The Shadow Waltz
キーラーとパウエル。暗闇で光るネオン管で出来たヴァイオリンを持った女性たちの群舞が見もの。昔見たヴォードヴィルからバークレーが着想。光るヴァイオリンは後から考えた。このシーンの撮影をしていた3月10日にマグニチュード6.4のロングビーチ地震が発生。
停電になって、ヴァイオリンのいくつかがショートした。バークレーはカメラクレーンから投げ出され、片手で宙吊りになったまま、高さ9.1mの壇上にいた女の子たちに、技術者たちがサウンドステージのドアを開いて明るくなるまで動かず座っているように指示した

### Remember My Forgotten Man
ジョーン・ブロンデルとエタ・モートン・バーネット。終曲部はエタ・モートン・バーネットがブロンデルを吹き替えている。舞台美術は大恐慌時代の不安が反映され、ドイツ表現主義の影響が見受けられる。1932年に起こったボーナス行進と、フランクリン・ルーズベルトが演説で述べた「忘れられた人々（Forgotten man）」からバークレーが着想した。プロデューサーのジャック・L・ワーナーと撮影所長ダリル・F・ザナックはその出来に感動し、『Pettin' in the Park』に代えて映画のラストに使うよう命じた。
追加で、ロジャースが歌う『I've Got to Sing a Torch Song』も撮られたが、編集でカットされた。この歌は劇中、ブラッドがホプキンスを前にピアノで弾き語りするシーンで聴くことができる。